# Deelgebieden van Sierra Leone
Sierra Leone is ingedeeld in provincies, die weer onderverdeeld zijn in districten. Op lokaal niveau bestaan gemeenten (municipality) en hoofdmanschappen (chiefdom)

## Provincies van Sierra Leone

Provinciale indeling van Sierra Leone

Het land bestaat uit drie provincies en één buiten-provinciaal gebied waarin de hoofdstad Freetown ligt. Deze zijn (met de hoofdsteden):
| Provincie | Hoofdstad |
| --------- | --------- |
| Eastern   | Kenema    |
| Northern  | Makeni    |
| Southern  | Bo        |
| Gebied    | Hoofdstad |
| Western   | Freetown  |

## Districten van Sierra Leone

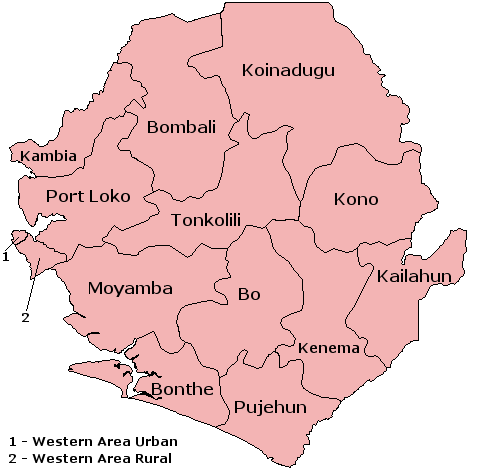
Districten van Sierra Leone

De provincies en het Western Area zijn, zoals hierboven vermeld is, verder onderverdeeld in districten. Er zijn veertien districten:
Districten in de Eastern Province:
- Kailahun
- Kenema
- Kono

Districten in de Northern Province:
- Bombali
- Kambia
- Koinadugu
- Port Loko
- Tonkolili

Districten in de Southern Province:
- Bo
- Bonthe
- Moyamba
- Pujehun

Districten in het Western Area:
- Western Area Rural
- Western Area Urban